# Luis Lemus
Luis Segundo Lemus Aracena (Illapel, 23 de diciembre de 1961) es un político chileno. Fue Diputado de la República de Chile por el Distrito N.º 9, correspondiente a las comunas de Canela, Combarbalá, Illapel, Los Vilos, Monte Patria, Punitaqui y Salamanca.

## Carrera política
Fue alcalde de Illapel entre 1992 y 2008, siendo el primer alcalde electo democráticamente en la ciudad. En el año 2004 se transforma en el alcalde más votado de Chile, obteniendo más del 82% de las preferencias en las elecciones municipales.
Renunció al Partido Socialista, y se presenta como candidato a diputado para las elecciones parlamentarias realizadas el 13 de diciembre de 2009, siendo electo por el distrito 9, que comprende las comunas de Canela, Combarbalá, Illapel, Los Vilos, Monte Patria, Punitaqui y Salamanca, en la IV Región de Coquimbo. En esos comicios obtiene la primera mayoría de los votos, logrando el 25,95% de las preferencias.
Menos de un mes después de asumir como diputado, Lemus fue expulsado del Partido Regionalista de los Independientes, debido al apoyo que entregó a Eduardo Frei Ruiz-Tagle durante la segunda vuelta presidencial de 2010. Es así, que en el Parlamento se integró a la bancada Mixta (PRSD, PC e independientes) de la Concertación, votando siempre en bloque con dicha coalición, hasta que finalmente en mayo de 2011 (en el contexto del XXIX congreso del Partido Socialista) se reintegra a las filas del socialismo, convirtiéndose en el diputado número 11 de dicha colectividad.

## Historial electoral

### Elecciones municipales de 1992
- Elecciones municipales de 1992 para la alcaldía de Illapel[6]

### Elecciones municipales de 1996
- Elecciones municipales de 1996 para la alcaldía de Illapel[7]

### Elecciones municipales de 2000
- Elecciones municipales de 2000 para la alcaldía de Illapel[8]

### Elecciones municipales de 2004
- Elecciones municipales de 2004, para la alcaldía de Illapel[9]

### Elecciones parlamentarias de 2009
- Elecciones parlamentarias de 2009 a Diputado por el distrito 9 (Combarbalá, Canela, Illapel, Los Vilos, Punitaqui,  Salamanca  y Monte Patria)[10]

### Elecciones parlamentarias de 2013
- Elecciones parlamentarias de 2013 a Diputado por el distrito 9 (Combarbalá, Canela, Illapel, Los Vilos, Punitaqui,  Salamanca  y Monte Patria)[11]

### Elecciones parlamentarias de 2017
- Elecciones parlamentarias de 2017 para el Distrito 5 (Andacollo, Canela, Combarbalá, Coquimbo, Illapel, La Higuera, La Serena, Los Vilos, Monte Patria, Ovalle, Paihuano, Punitaqui, Río Hurtado, Salamanca y Vicuña)[12]